# Staklo
Staklo je uglavnom amorfni silicijev dioksid. Zbog svojih karakteristika da je relativno čvrsto, inertno, prozirno i biološki neaktivno, ima vrlo široku upotrebu u današnjem vremenu.

## Sastav, svojstva i dobivanje
Staklo je materijal koji se ne nalazi u prirodi. Iako poznato i korišteno od davnina i danas je nezamjenjiv materijal u svakodnevnom životu.
Staklo se dobiva taljenjem osnovnih sirovina: kvarcnog pijeska, sode i vapnenca. Čisti silicijev dioksid ima talište na 1700˚C, te bi bilo jako neekonomično taliti ga na toj temperaturi.
Osnovnim sirovinama dodaje se i stakleni krš (oko 30%), jer ima niže talište od osnovnih sirovina, pa povećava brzinu staljivanja (taljenja). Time se uštedi oko 32% energije.
Glavne 3 sirovine za dobivanje natrijeva-kalcijeva-silikatnog stakla (Na2O x CaO x 6 SiO2) su:
- Soda (Na2CO3; natrijev karbonat),
- Vapnenac (CaCO3; kalcijev karbonat),
- Kvarcni pijesak (SiO2; silicijev dioksid).

Dodavanjem sode snižava se talište na oko 1000˚ C, no time staklo postaje topljivo u vodi (vodeno staklo), pa se to sprječava dodavanjem vapnenca (koji otpuštanjem ugljikovog dioksida prelazi u kalcijev oksid - CaO).
Kemijski proces u proizvodnji običnog ili natrijeva stakla prikazujemo jednadžbom:
Na2CO3 + CaCO3 + 6 SiO2 --> Na2O x CaO x 6 SiO2 + 2 CO2
Staklo je pothlađena tekućina amorfnog sastava koja nema određeno talište, pa zagrijavanjem polako mekša, što omogućuje njegovu obradu puhanjem. Sastoji se od nepravilne mrežaste strukture djelomično spojenih SiO4 4- tetraedara.

## Vrste i uporaba
Staklo se upotrebljava u mnogim područjima:  građevinarstvu, prehrambenoj i elektroničkoj industriji, za izradu instrumenata i ukrasnih predmeta, itd. Iako se staklo proizvodilo od vremena starih Sumerana i Egipćana, bilo je skupocjeno do početka 20. stoljeća, dok Michael Owens nije izumio stroj za automatsku proizvodnju., nakon čega se široko upotrebljava.
Osim osnovnih sirovina, u proizvodnji stakla često se rabe i sredstva za bojanje. To su najčešće metalni oksidi ili karbonati. Primjerice: kobaltno staklo je plave boje jer sadrži kobaltov(II) oksid (CoO), zelena boja boce je od željezova(III) oksida (koji je crvenkaste boje), a smeđa boja od barijeva oksida (koji je žute boje).
- Obično staklo rabi se za izradu prozorskih stakala, zatim kao staklo za ogledala i razno stakleno posuđe. Sastav mu približno određuje formula Na2O x CaO x 6 SiO2. Takvo prozorsko staklo se rabi od 18. stoljeća.
- Kristalno staklo je najpoznatije i dobije se ako se kalcijev oksid djelomično zamjeni olovnim(II) oksidom (PbO). Teško olovno staklo ima veliki indeks loma svjetlosti, pa se rabi za izradu leća, kristalnih čaša, vaza i drugog.
- Vatrostalno (natrijevo borosilikatno) staklo se rabi u kemijskom laboratoriju, neosjetljivo na promjene temperature i kemijske reagense.
- Kvarcno je staklo otporno na brze promjene temperature, a izrađeno od čistog silicijeva dioksida. Upotrebljava se za izradu kemijskog pribora koji mora podnijeti nagle promjene temperature (npr. lončići koji su otporni na brze promjene temperature), a kako propušta ultraljubičasto zračenje, upotrebljava se i u kvarcnim svjetiljkama. Napravljeno je od čistog SiO2.

## Sastav nekih najčešćih vrsta stakla
- Optičko staklo: 69% SiO2, 12% CaO, 6% Na2O, 0,3% B2O3 i 12% K2O.
- Alumosilikatno staklo: 55% SiO2, 15% CaO, 20% Al2O3 i 10% MgO.
- Vatrostalno staklo (borosilikatno staklo): 76 % SiO2, 3% CaO, 5% Na2O, 13% B2O3, 2% Al2O3 i 12% K2O.
- Prozorsko staklo (natrijevo staklo): 72 % SiO2, 11% CaO, 13% Na2O, 0,3 % Al2O3 i 3,8% K2O.

## Recikliranje
Energija koja se uštedi recikliranjem jedne staklene boce dovoljna je da žarulja od 100W svijetli 4 sata. Staklo proizvedeno od recikliranog stakla smanjuje onečišćenje zraka u procesu proizvodnje za 20%, a onečišćenje vode za 50%.
Iskorištenu staklenu ambalažu valja skupljati jer je pogodna za recikliranje. Može se u potpunosti reciklirati i koristiti kao isključiva sirovina za proizvodnju novih predmeta od stakla i time se smanjuje onečišćenje zraka u procesu proizvodnje za 20%, a onečišćenje vode za 50%.

## Povijest staklarstva

### Stari vijek
U starom vijeku od 15. do 2. stoljeća prije Krista prvo u Egiptu i Mezopotamiji kasnije u Rimskom Carstvu za proizvodnju staklenih predmeta koristile su se tehnike nanošenja stakla oko pješčane jezgre (proizvodile su se malene posude) i lijevanja u kalupe i prešanja staklene sirovine (proizvodio se nakit ili ukrasi na zgradama). Predmeti od stakla izrađivali su se mukotrpno i bili su dostupni samo najbogatijima. Tehnika prešanja svoju široku primjenu nalašla je u kasnoantičkoj izradi prozorskih stakala, a vrhunac tehnike je bilo mozaičko staklo za ukrašavanje prozora. 
Izum lule za puhanje stakla (duga željezna šipka kojoj se jedan kraj zagrijavao do žarenja i potom umakao u žitku staklenu masu u staklarskoj peći) dva stoljeća prije Krista omogućio je tehnološki napredak, masovniju i jeftiniju proizvodnju. Staklo se puhalo slobodno (što je omogućavalo stvaranje velikog broja različitih i unikatnih oblika) i u kalup (što je omogućavalo stvaranje reljefnih ukrasa i žigova). U doba cara Augusta gradile su se brojne radionice i staklo je postalo dostupno svim slojevima društva. Koristilo se u domaćinstvu: šalice, plitice, tanjuri, zdjelice, boce, vrčevi, čaše raznih oblika i veličina. Usporedno s razvojem tehnike izrade stakla razvile su se i tehnike slikanja emajlom, graviranja, brušenja, aplicirane dekoracije i reljefne aplikacije te dekoracije s uleknućima i granuliranjem.
Propašću Rimskog Carstva propale su i staklarske radionice. U bivšim rimskim kolonijama Galiji i Germaniji staklo se proizvodilo i dalje, ali mu je kvaliteta bila skromna.
Staklarske radionice na prostoru Hrvatske arheološki su dokumentirane u antičkoj Sisciji i Saloni. U Sisciji je otkrivena je staklača (sirovina za izradu stakla) i staklarska peć a u Saloni su poznata i imena staklara. Pretpostavlja da su postojale (obilje antičkih staklenih izrađevina raznih tipova i oblika) staklarske radionice u Iaderu (Zadru), Aneoni (Ninu) i Asseriji (Podgrađu kod Benkovca). Na brodu potonulom kod Mljeta pronađena je staklena sirovina.

### Srednji vijek
U srednjem vijeku cijenjene su bile samostanske radionice širom Europe u kojima se izrađivalo šareno staklo za crkvene prozore i staklo koje imitira drago kamenje za ukrašavanje zlatarskih proizvoda. Padom Carigrada 1204. bizantski proizvođači stakla našli su azil u Veneciji, do tada skromnom središtu europskog staklarstva. Uveli su monopol u proizvodnji luksuznog stakla koji se sve do danas štiti strogim zakonima.

### Novi vijek
Od 14. stoljeća počelo se izrađivati i obično prozorsko staklo. Oko 1600. središte staklarske proizvodnje preselilo se u Prag gdje se obnovila i dalje i razvijala tehnika dvostrukog stakla. Pojavili su se masivni barokni oblici i potisnuli sve dotadašnje. Proizvodnja potpuno prozirnog stakla (bez mjehurića i vlakanaca) omogućila je izradu leća i izume mikroskopa i teleskopa.
Proizvodnja i primjena stakla naglo je porasla potkraj 18. stoljeća kada je pronađen jeftin postupak za dobivanje važne sirovine (natrijeva karbonata).
Friedrich Siemens, 1867. na svjetskoj izložbi u Parizu dobio zlatnu medalju za svoju staklarsku peć. Michael Joseph Owens je 1903. izumio prvi automatski stroj za puhanje stakla (proizvodio je 9 boca u minuti). Zahvaljujući Owensovu izumu, počele su se graditi automatizirane staklane.

## Staklarstvo u Hrvatskoj
U Hrvatskoj je prva poznata manufaktura stakla radila 1728–1735. nedaleko od Crnoga Luga u Gorskom kotaru, a 1764. osnovana je staklana u Sušici kraj Ravne Gore. U 18. i 19. stoljeću radile su staklane u Mrzloj Vodici u Gorskom kotaru, u Zvečevu, Ivanovu Polju kraj Daruvara, Humu na Sutli ,Osredku kod Samobora i dr.
Danas se u Hrvatskoj staklo proizvodi u tvornici Straža u Humu na Sutli(Vetropack).
Samoborska tvornica stakla Kristal također nakon duljeg prekida ponovo radi,no bavi se samo doradom uvezenog materijala.
Pulska tvornica Boral    proizvodi borosilikatno staklo,kao dio Schott grupe(danas Duran D.D.).
Staklo se kod nas proizvodi i u Lipiku( ravno staklo).

## Staklo u hrvatskim muzejima
Najveću zbirku staklenih predmeta   u Hrvatskoj ima   zagrebački Muzej za umjetnost i obrt.Značajna je i zbirka stakla Muzeja Mimara.

## Staklasto stanje
Staklasto stanje (eng. glassy state) je stanje amorfne tvari ispod njezina staklišta.